# Gerd Albrecht

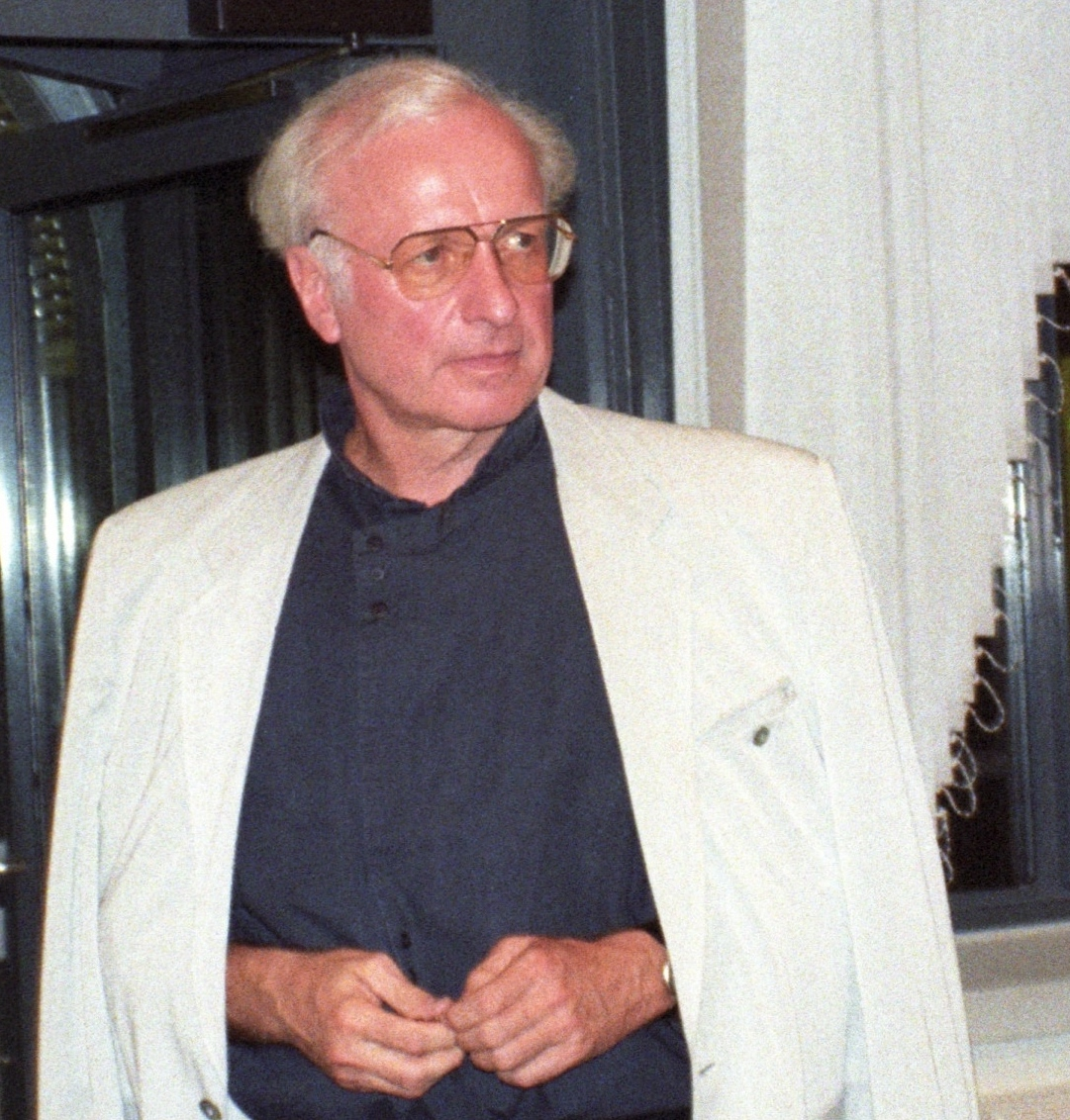
Gerd Albrecht (1996)

Gerd Albrecht (ur. 19 lipca 1935 w Essen, zm. 2 lutego 2014 w Berlinie) – niemiecki dyrygent. 
Prowadził wiele niemieckich orkiestr. Był głównym dyrygentem Deusche Oper w Berlinie. W latach 1975–1980 zastąpił Rudolfa Kempego na stanowisku głównego dyrygenta Tonhalle-Orchester Zürich w Szwajcarii.